# Nzambi (république démocratique du Congo)
Nzambi est une localité de la République démocratique du Congo, située dans la province du Bas-Congo.